# Георгиос Каландзис
Георгиос Каландзис (на гръцки: Γιώργος Καλαντζής) е гръцки политик, министър.

## Биография
Роден е на 26 юли 1954 година в град Кавала. Учи в Университет по фармация в Атина. Избиран е за депутат от Кавала на изборите през 1993, 1996, 2000, 2004 и 2007 година. Четири години е член на Общото събрание на НАТО. От 15 февруари 2006 до 20 септември 2007 е министър на Македония и Тракия.